# Medina
Medina uradno Al-Madinah al-Munawwarah (arabsko ٱلْمَدِيْنَة ٱلْمُنَوَّرَة, latinizirano: al-Madīnah al-Munawwarah, dob. 'lit. 'Svetleče mesto'' ali arabsko ٱلْمَدِيْنَة, latinizirano: al-Madīnah) in tudi običajno poenostavljeno kot Madīnah ali Madinah (المدينة, al-Madina), je glavno mesto province Medina (prej znane kot Jathrib) v regiji Hedžas v zahodni Saudovi Arabiji. Je eno najstarejših in najpomembnejših krajev v islamski zgodovini. Eno najbolj svetih mest v islamu, leta 2022 je imelo 1.411.599 prebivalcev, in bilo četrto najbolj naseljeno mesto v državi. Približno 58,5 % prebivalstva je saudskih državljanov in 41,5 % tujcev. Je v središču province Medina v zahodnem delu države in se razprostira na 589 km², od tega 293 km² predstavlja mestno območje mesta, medtem ko ostalo zasedajo gorovje Hedžas, prazne doline, poljedelske površine in starejši speči vulkani.
Medina na splošno velja za »zibelko islamske kulture in civilizacije«. Mesto velja za drugo najsvetejše mesto. Al-Masjid al-Nabavi (Prerokova mošeja) je izjemnega pomena v islamu in služi kot grobišče preroka Mohameda, ki je zgradil mošejo leta 622 n. št. (prvo leto hidžre). Verujoči muslimani običajno obiščejo njegovo grobnico ali ravdha vsaj enkrat v življenju med romanjem, znanim kot Zijarat, čeprav to ni obvezno. Prvotno ime mesta pred prihodom islama je bilo Jathrib (arabsko يَثْرِب), s tem imenom pa je omenjeno v 33. poglavju Korana (Al-Aḥzāb, lit. 'Konfederati'). Po Mohamedovi smrti so ga preimenovali v Madīnat an-Nabī (lit. »prerokovo mesto«) in kasneje v al-Madinah al-Munawwarah (lit. »razsvetljeno mesto«), preden so ga poenostavili in skrajšali do njenega sodobnega imena, Madinah (lit. 'Mesto'), iz katerega izhaja izraz Medina. Saudska cestna signalizacija izmenično uporablja Madinah in al-Madinah al-Munawwarah.
Mesto je obstajalo več kot 1500 let pred Mohamedovo selitvijo iz Meke, znano kot hidžra. Medina je bila prestolnica hitro rastočega muslimanskega kalifata pod Mohamedovim vodstvom, ki je služila kot njegovo operativno oporišče in kot zibelka islama, kjer je bil Mohamedov ummet ('narod') – sestavljen iz državljanov Medine (Ansar) in tistih, priseljenih z Mohamedom (Muhadžirun), ki so bili skupaj znani kot sahabi – pridobili velik vpliv. Medina je dom treh uglednih mošej in sicer al-Masjid an-Nabawi, mošeja Kuba in mošeja al-Kiblatajn, pri čemer je mošeja Kuba najstarejša v islamu. Večji del Korana je bil razkrit v Medini v nasprotju s prejšnjimi mekanskimi surami.
Podobno kot večina Hedžasa je Medina doživela številne izmenjave moči v svojem sorazmerno kratkem obstoju. Regijo so nadzorovala judovsko-arabska plemena (do 5. stoletja našega štetja), ʽAws in Hazradž (do Mohamedovega prihoda), Mohamed in Rašidun (622–660), Omajadi (660–749), Abasidi (749–1254), Mameluki v Egiptu (1254–1517), Osmani (1517–1805), prva Saudska država (1805–1811), Mohamed Ali iz Egipta (1811–1840), Osmani drugič (1840–1918), šerifat v Meki pod Hašemiti (1918–1925) in nazadnje v rokah današnje Kraljevine Saudove Arabije (1925–danes).
Poleg obiska Zijare turisti pridejo obiskati druge pomembne mošeje in znamenitosti v mestu, ki imajo verski pomen, kot so gora Uhud, pokopališče Al-Baki' in sedem mošej med drugim. Saudska vlada je izvedla tudi uničenje več zgodovinskih struktur in arheoloških najdišč, tako v Medini kot v Meki.

## Imena

### Jathrib
Pred prihodom islama je bilo mesto znano kot Jathrib (arabsko يَثْرِب, latinizirano: Yaṯrib; izgovorjava [ˈjaθrɪb]). Beseda Jathrib se pojavlja v napisu, najdenem v Haranu, ki pripada babilonskemu kralju Nabonidu (6. stoletje pr. n. št.) in je dobro potrjena v več besedilih v naslednjih stoletjih.ref>»A Pre-Islamic Nabataean Inscription Mentioning The Place Yathrib«. Islamic Awareness. Arhivirano iz spletišča dne 5. aprila 2022. Pridobljeno 29. junija 2021.</ref> Ime je bilo zabeleženo tudi v Āyah (verz) 13 Sure (poglavje) 33 Korana [Koran 33:13] in je tako znano, da je bilo ime mesta do bitke pri Roku. Po islamskem izročilu je Mohamed kasneje prepovedal, da bi mesto imenovali s tem imenom.

### Tajbah in Tabah
Nekaj časa po bitki je Mohamed preimenoval mesto v Taybah (Prijazni ali Dobri) (arabsko: [ˈtˤajba]; arabsko طَيْبَة) in Tabah (arabsko طَابَة), kar ima podoben pomen. To ime se uporablja tudi za sklicevanje na mesto v priljubljeni ljudski pesmi Ya Taybah! (O Taybah!). Obe imeni sta združeni v drugem imenu, po katerem je mesto znano, Taybat at-Tabah (Najprijaznejši od te vrste).

### Madinah
Mesto se v nekaterih hadisih preprosto imenuje Al-Madinah (tj. 'mesto'). Imena al-Madīnah an-Nabawiyyah (ٱلْمَدِيْنَة ٱلنَّبَوِيَّة) in Madīnat un-Nabī (obe pomenita 'Mesto preroka' ali 'Prerokovo mesto') in al-Madīnat ul-Munawwarah ('Razsvetljeno mesto') so izvedenke te besede. To je tudi najpogosteje sprejeto moderno ime mesta, ki se uporablja v uradnih dokumentih in cestnih oznakah, skupaj z Medino.

## Zgodovina
Medina je dom številnih uglednih krajev in znamenitosti, od katerih so večinoma mošeje in imajo zgodovinski pomen. Sem spadajo tri prej omenjene mošeje, Masjid al-Fath (znana tudi kot Masjid al-Khandaq), sedem mošej, pokopališče Baki', kjer naj bi bili grobovi mnogih znanih islamskih osebnosti; neposredno jugovzhodno od Prerokove mošeje, gore Uhud, prizorišče istoimenske bitke pri Uhudu in tiskarskega kompleksa kralja Fahda Glorious Qur'an, kjer je natisnjena večina sodobnih koranskih Mus'hafov (beseda za kodeks ali zbirko listov, nanaša pa se tudi na pisno kopijo Korana).

### Zgodnja zgodovina in judovski nadzor
Medina je bila naseljena vsaj 1500 let pred hidžro ali približno v 9. stoletju pred našim štetjem. Do 4. stoletja so arabska plemena začela posegati iz Jemna in tam so bila tri ugledna judovska plemena, ki so naseljevala mesto okoli časa Mohameda: Banu Qaynuqa, Banu Qurayza in Banu Nadir. Ibn Khordadbeh je kasneje poročal, da so med prevlado Perzijskega imperija v Hedžasu Banu Qurayza služili kot pobiralci davkov za perzijskega šaha.
Razmere so se spremenile po prihodu dveh novih arabskih plemen, 'Aws ali Banu 'Aws in Khazraj, znanih tudi kot Banu Khazraj. Sprva so bila ta plemena povezana z judovskimi plemeni, ki so vladala regiji, vendar so se kasneje uprla in postala neodvisna.
- Skalni napis iz 8. stoletja, odkrit v Medini, mesto omenja kot 'Tajbah'
- Bronasti žeton iz 17. stoletja, ki prikazuje prerokovo mošejo, spodnji napis se glasi Madinah Shareef (plemenito mesto)

### Pod Mohamedom in Rašidunom
Leta 622 so Mohamed in približno 70 mekanskih muhadžirov za nekaj mesecev zapustili Meko in se zatekli v zatočišče v Jathribu, dogodek, ki je popolnoma spremenil versko in politično krajino mesta; dolgotrajno sovraštvo med plemenoma Aus in Khazraj je oslabilo, ko so številna arabska plemena in nekateri lokalni Judje sprejeli novo vero islam. Mohamed, ki je bil s Khazrajom povezan prek svoje prababice, je bil dogovorjen za vodjo mesta. Domačini v Jathribu, ki so se spreobrnili v islam ne glede na poreklo – pogansko arabsko ali judovsko – so se imenovali Ansar (»zavetniki« ali »pomočniki«).
Po besedah Ibn Išaka so se vse strani na tem območju strinjale z Medinsko ustavo, ki je vse strani zavezala k medsebojnemu sodelovanju pod vodstvom Mohameda. Narava tega dokumenta, kot ga je zabeležil Ibn Išak in posredoval Ibn Hišam, je predmet spora med sodobnimi zahodnimi zgodovinarji, od katerih mnogi trdijo, da je ta 'pogodba' verjetno kolaž različnih dogovorov, ustnih in ne pisnih, različnih datumov in da ni natančno jasno, kdaj so bili narejeni. Drugi učenjaki, tako zahodni kot muslimanski, pa trdijo, da je besedilo sporazuma – ne glede na to ali gre za izvirni dokument ali več dokumentov – verjetno eno najstarejših islamskih besedil, kar jih imamo. V jemenskih judovskih virih je bila med Mohamedom in njegovimi judovskimi podložniki sestavljena še ena pogodba, znana kot Kitāb Dimmat al-Nabi, napisana v 3. letu hidžre (625) in ki je Judom, ki živijo v Arabiji, dala izrecno svobodo obhajanja šabat. V zameno naj bi letno plačali džizijo za zaščito svojih pokroviteljev, medtem ko bi muslimani plačali davek Zakat.

#### Bitka pri Uhudu
Leta 625 je Abu Sufjan ibn Harb, višji poglavar v Meki, ki se je kasneje spreobrnil v islam, vodil mekanske sile proti Medini. Mohamed je odkorakal proti kurejšijski vojski z ocenjenimi 1000 vojaki, toda ravno ko se je vojska približala bojišču, se je 300 mož pod poveljstvom 'Abd Alaha ibn Ubaja umaknilo, kar je močno prizadelo moralo muslimanske vojske. Mohamed je nadaljeval pohod s svojo zdaj 700-člansko silo in ukazal skupini 50 lokostrelcev, naj se povzpnejo na majhen hrib, ki se zdaj imenuje Jabal ar-Rummaah (Hrib lokostrelcev), da bi opazovali mekansko konjenico in zagotovili zaščito muslimanske vojske. Ko se je bitka razgrela, so se bili Mekanci prisiljeni umakniti. Frontna črta je bila vse bolj odmaknjena od lokostrelcev in ker so predvidevali, da bo bitka zmaga za muslimane, so se lokostrelci odločili, da zapustijo svoja mesta in zasledujejo umikajoče se Mekance. Majhna skupina pa je ostala; ostale rotila, naj ne ubogajo Mohamedovih ukazov.
Ko je videl, da se lokostrelci začenjajo spuščati s hriba, je Khalid ibn al-Walid ukazal svoji enoti, naj postavi zasedo na hrib, njegova konjeniška enota pa je zasledovala spuščajoče se lokostrelce, ki so bili sistematično pobiti, ker so jih ujeli v ravnini pred hribom in fronto; opazovali so jih njihovi obupani tovariši, ki so ostali na hribu in streljali puščice, da bi preprečili napadalce, vendar z malo ali nič učinka. Vendar pa Mekanci niso izkoristili svoje prednosti z vdorom v Medino in so se vrnili v Meko. Medinci (prebivalci Medine) so utrpeli velike izgube, Mohamed pa je bil poškodovan.

### Pod poznejšimi islamskimi režimi

#### Omajadski kalifat
Potem ko je al-Hasan, 'Alijev sin, prepustil oblast Muaviji I., sinu Abu Sufjana, je Muavija vkorakal v Kufo, Alijevo prestolnico in prejel zvestobo lokalnih Iračanov. To velja za začetek Omajadskega kalifata. Muavijini guvernerji so posebej skrbeli za Medino in izkopali izvir 'Ayn az-Zarqa'a ('Modri izvir') skupaj s projektom, ki je vključeval ustvarjanje podzemnih kanalov za namene namakanja. V nekaterih vadijih so zgradili jezove in kasnejši kmetijski razcvet je privedel do krepitve gospodarstva.
Po obdobju nemirov med drugo fitno leta 679 je bil Husain ibn Ali mučen v Karbali in Jazid je naslednja tri leta nenadzorovano prevzel oblast. Leta 682 se je Abdulah ibn al-Zubejr razglasil za kalifa Meke in prebivalci Medine so mu prisegli zvestobo. To je vodilo v osemletno obdobje gospodarske stiske za mesto. Leta 692 so Omajadi ponovno pridobili oblast in Medina je doživela drugo obdobje velike gospodarske rasti. Trgovina se je izboljšala in v mesto se je preselilo več ljudi. Bregovi Vadi al-Akik so bili zdaj poraščeni z zelenjem. To obdobje miru in blaginje je sovpadlo z vladavino Omarja ibn Abd al-Aziza, ki ga mnogi smatrajo za petega Rašiduna.

#### Abasidski kalifat
Abdulbasit A. Badr v svoji knjigi Madinah, The Enlightened City: History and Landmarks deli to obdobje na tri različne faze:
Badr opisuje obdobje med letoma 749 in 974 kot vzpon med mirom in političnimi pretresi, medtem ko je bila Medina še naprej zvesta Abasidom. Od leta 974 do 1151 je bil medinski šarifat v povezavi s Fatimidi, čeprav je politično stališče med njima ostalo burno in ni preseglo običajne zvestobe. Od leta 1151 naprej je Medina izkazovala zvestobo Zengidom, emir Nurudin Zengi pa je skrbel za ceste, ki so jih uporabljali romarji in financiral popravilo vodnih virov in ulic. Ko je leta 1162 obiskal Medino, je ukazal zgraditi novo obzidje, ki je zajelo nova mestna območja zunaj starega mestnega obzidja. Zengija je nasledil Saladin, ustanovitelj dinastije Ajubidov, ki je podpiral Kasima ibn Muhano, medinskega šarifa in močno financiral rast mesta, medtem ko je znižal davke, ki so jih plačevali romarji. Financiral je tudi beduine, ki so živeli na poteh, ki so jih uporabljali romarji, da bi jih zaščitili na njihovih potovanjih. Kasnejši Abasidi so prav tako nadaljevali s financiranjem mestnih stroškov. Medtem ko je bila Medina v tem obdobju formalno povezana z Abasidi, so ohranili tesnejše odnose z Zengidi in Ajubidi. Zgodovinsko mesto je tvorilo oval, obdan z močnim obzidjem, visokim od 9,1 do 12,2 m in je bilo obdano s stolpi. Od njegovih štirih vrat so Bab al-Salam ('Vrata miru') slovela po svoji lepoti. Onkraj mestnega obzidja so bila zahodna in južna predmestja, sestavljena iz nizkih hiš, dvorišč, vrtov in nasadov.

#### Mameluški sultanat Kairo
Po padcu Bagdada, prestolnice Abasidskega cesarstva pod Mongoli, je mameluški sultanat Kairo prevzel egiptovsko guvernerstvo in dejansko pridobil nadzor nad Medino. Leta 1258 je Medino ogrožala lava iz vulkanske regije Harrat Rahat, a so jo komaj rešili pred sežigom, potem ko se je lava obrnila proti severu. Med mameluško vladavino je Prerokovo mošejo (Masjid an-Nabavi) dvakrat zajel požar. Enkrat leta 1256, ko je zagorelo skladišče in je zgorela cela mošeja, drugič pa leta 1481, ko je v mošejo udarila strela. To obdobje je sovpadlo tudi s povečanjem znanstvene dejavnosti v Medini, z učenjaki, kot so Ibn Farhun, Al-Hafiz Zain al-Din al-'Iraqi, Al Sakhavi in drugi, ki so se naselili v mestu. Osupljiva ikonična Zelena kupola se je prav tako začela kot kupola, zgrajena pod mameluškim sultanom al-Mansurjem Qalawunom as-Salihijem leta 1297.

### Osmanska vladavina

#### Prvo osmansko obdobje
Leta 1517 se je začelo prvo osmansko obdobje, ko je Selim I. osvojil Mameluški Egipt. To je Medino dodalo njihovemu ozemlju in nadaljevali so s tradicijo obsipavanja Medine z denarjem in pomočjo. Leta 1532 je Sulejman Veličastni okoli mesta zgradil varno trdnjavo in močan grad, ki ga je oborožil osmanski bataljon za zaščito mesta. To je tudi obdobje, v katerem so bile zgrajene številne moderne značilnosti Prerokove mošeje, čeprav še ni bila pobarvana zeleno. Ta predmestja so imela tudi obzidje in vrata. Osmanski sultani so se močno zanimali za Prerokovo mošejo in so jo znova in znova preoblikovali, da je ustrezala njihovim željam.

#### Prvi saudski upor
Ko je osmanski nadzor nad njihovimi domenami popustil, so Madanijevi obljubili zavezništvo Saudu bin Abdulazizu, ustanovitelju prve saudske države leta 1805, ki je hitro prevzel mesto. Leta 1811 je Mohamed Ali iz Egipta, osmanski poveljnik in Vali iz Egipta, poveljeval dvema vojskama pod vsakim od svojih dveh sinov, da bi zavzeli Medino, prvi, pod starejšim Tovson Pašo, ni uspelo zavzeti Medine. Toda druga, večja vojska pod poveljstvom Ibrahim paše, je uspela po boju z ostrim odporniškim gibanjem.

#### Obdobje Mohameda Alija
Po porazu nad svojimi saudskimi sovražniki je Mohamed Ali prevzel upravljanje Medine in čeprav ni uradno razglasil neodvisnosti, je njegovo upravljanje prevzelo bolj polavtonomni slog. Mohamedova sinova, Tovson in Ibrahim, sta se izmenjevala pri upravljanju mesta. Ibrahim je obnovil mestno obzidje in Prerokovo mošejo. Ustanovil je veliko distribucijsko središče (takija) za razdeljevanje hrane in miloščine potrebnim in Medina je živela v obdobju varnosti in miru. Leta 1840 je Mohamed premaknil svoje čete iz mesta in uradno predal mesto osrednje osmansko poveljstvo.

#### Drugo osmansko obdobje
Štiri leta v 1844, po odhodu Mohameda Alija, je Davud Paša dobil položaj guvernerja Medine pod osmanskim sultanom. Davud je bil odgovoren za prenovo Prerokove mošeje po ukazu sultana Abdulmedžida I. Ko je Abdul Hamid II. prevzel oblast, je Medina izstopala iz puščave s številnimi sodobnimi čudesi, vključno z radijsko komunikacijsko postajo, elektrarno za Prerokovo mošejo in njeno neposredno bližino, telegrafsko linijo med Medino in Konstantinoplom ter Hedžaško železnico, ki je potekala od Damaska do Medine z načrtovano razširitvijo do Meke. V enem desetletju se je število prebivalcev mesta skokovito povečalo in doseglo 80.000. Približno v tem času je Medina postala žrtev nove grožnje, Hašemitskega šerifata iz Meke na jugu. Medina je bila med prvo svetovno vojno in po njej priča najdaljšemu obleganju v svoji zgodovini.

### Moderna zgodovina

#### Šarifat v Meki in saudsko osvajanje
Šerif Meke, Husein ibn Ali, je prvi napadel Medino 6. junija 1916, sredi prve svetovne vojne. Štiri dni kasneje je Husein zadržal Medino v bridkem 3-letnem obleganju, med katerim so se ljudje soočali s pomanjkanjem hrane, razširjenimi boleznimi in množičnim izseljevanjem. Fakhri Paša, guverner Medine, se je vztrajno držal med obleganjem Medine od 10. junija 1916 in se ni hotel predati ter je vztrajal še 72 dni po premirju v Moudrosu, dokler ga niso aretirali njegovi možje in mesto ni prevzel šarifat 10. januarja 1919. Husein je večinoma zmagal v vojni zaradi svojega zavezništva z Britanci. V pričakovanju ropa in uničenja, ki sta sledila, je Fakhri Paša na skrivaj poslal Mohamedove svete relikvije v osmansko prestolnico Carigrad. Od leta 1920 so Britanci opisali Medino kot »veliko bolj samostojno kot Meka«. Po veliki vojni je bil šerif Meke Sajid Husein bin Ali razglašen za kralja neodvisnega Hedžasa. Kmalu zatem so prebivalci Medine na skrivaj sklenili sporazum z Ibn Saudom leta 1924 in njegov sin, princ Mohamed bin Abdulaziz, je osvojil Medino kot del saudske osvojitve Hedžasa 5. decembra 1925, kar je omogočilo vključitev celotnega Hedžasa v sodobno Kraljevino Saudovo Arabijo.

#### Pod Kraljevino Saudovo Arabijo
Kraljevina Saudova Arabija se je bolj osredotočila na širitev mesta in rušenje nekdanjih krajev, ki so po njihovem mnenju kršili islamska načela in islamsko pravo, kot so grobnice v al-Bakiju. Danes ima mesto večinoma le verski pomen in je kot tako, tako kot Meka, povzročilo številne hotele okoli mošeje Al-Masjid an-Nabawi, ki je za razliko od mošeje Al-Ḥarām opremljena s podzemnim parkiriščem. Staro mestno obzidje je bilo uničeno in nadomeščeno s tremi obvoznicami, ki danes obkrožajo Medino, imenovane po dolžini, Cesta kralja Faisala, Cesta kralja Abdullaha in Cesta kralja Khalida. Medinske obvoznice imajo na splošno manj prometa v primerjavi s štirimi obvoznicami Meke.
Mednarodno letališče, imenovano mednarodno letališče Prince Mohammed Bin Abdulaziz, zdaj služi mestu in se nahaja na avtocesti 340, lokalno znani kot Old Qassim Road. Mesto zdaj leži na križišču dveh glavnih savdskih avtocest, avtoceste 60, znane kot avtocesta Qassim–Medina, in avtoceste 15, ki povezuje mesto z Meko na jugu in naprej ter Tabukom na severu in naprej, znano kot Al Hijrah Highway ali Al Hijrah Road, po Mohamedovem potovanju.
Stari osmanski železniški sistem je bil zaprt po njihovem odhodu iz regije, stara železniška postaja pa je zdaj spremenjena v muzej. Mesto je nedavno videlo še eno povezavo in način prevoza med njim in Meko, Hitra železnica Haramain povezuje obe mesti preko gospodarskega mesta kralja Abdulaha blizu mesta Rabigh, mednarodnega letališča kralja Abdulaziza in mesta Džida v manj kot 3 urah.
Čeprav je mestno sveto jedro starega mesta prepovedano za nemuslimane, je samo območje Harama v Medini veliko manjše od tistega v Meki. V Medini je nedavno prišlo do povečanja števila muslimanskih in nemuslimanskih izseljencev iz drugih držav, najpogostejši so južnoazijski narodi in ljudje iz drugih držav v Svetu za sodelovanje v Zalivu. Skoraj celotno zgodovinsko mesto je bilo v saudski dobi porušeno. Ponovno zgrajeno mesto je osredotočeno na močno razširjeno mošejo al-Masjid an-Nabavi.

### Uničevanje dediščine v Medini
Saudova Arabija podpira vahabizem kot svojo versko ideologijo, ki je sovražna do kakršnega koli spoštovanja do pomembnih zgodovinskih ali verskih krajev iz strahu, da bi to lahko povzročilo širk (malikovanje). Posledično je Medina pod saudsko vladavino utrpela precejšnje uničenje svoje fizične dediščine, vključno z izgubo številnih stavb, starih več kot tisoč let. Kritiki so to opisali kot »saudski vandalizem« in trdijo, da je bilo v Medini in Meki v zadnjih 50 letih izgubljenih 300 zgodovinskih krajev, povezanih z Mohamedom, njegovo družino ali spremljevalci. Najbolj znan primer tega je rušenje al-Bakija.

## Geografija
Medina je v regiji Hedžas, ki je 200 km širok pas med puščavo Nafud in Rdečim morjem. Mesto je približno 720 km severozahodno od Rijada, ki je v središču saudske puščave, 250 km stran od zahodne obale Saudove Arabije in na nadmorski višini približno 620 m. Leži na 39°36' vzhodne zemljepisne dolžine in 24°28' severne zemljepisne širine. Zajema površino okoli 589 km². Mesto je razdeljeno na dvanajst okrožij, od katerih jih je 7 kategoriziranih kot mestna okrožja, ostalih 5 pa je kategoriziranih kot primestna.

### Nadmorska višina
Tako kot večina mest v regiji Hedžaa je tudi Medina na zelo visoki nadmorski višini. Mesto je skoraj trikrat višje od Meke in leži na 620 m nadmorske višine. Gora Uhud je najvišji vrh v Medini in je visok 1077 metrov.

### Topografija
Medina je puščavska oaza, obdana z gorovjem Hedžas in vulkanskimi griči. Tla, ki obkrožajo Medino, so večinoma sestavljena iz bazalta, medtem ko so hribi, še posebej opazni južno od mesta, vulkanski pepel, ki sega v prvo geološko obdobje paleozojske dobe. Obkrožajo jo številne znane gore, predvsem Jabal Al-Hujjaj (Gora romarjev) na zahodu, gora Sal'aa na severozahodu, Jabal al-'Ir ali gora karavan na jugu in gora Uhud proti severu. Mesto leži na ravni gorski planoti na tritočki treh dolin (vadijev) Wadi al 'Aql, Wadi al 'Aqiq in Wadi al Himdh, zato so sredi suhega zapuščenega gorskega območja velike zelene površine.

### Podnebje
Po Köppnovi podnebni klasifikaciji spada Medina v območje vročega puščavskega podnebja (BWh). Poletja so izredno vroča in suha s povprečnimi dnevnimi temperaturami približno 43 °C, nočnimi pa približno 29 °C. Temperature nad 45 °C med junijem in septembrom niso nič nenavadnega. Zime so milejše, s temperaturami od 8 °C ponoči do 25 °C podnevi. Padavin je zelo malo, skoraj v celoti padejo med novembrom in majem. Poleti je veter severozahodni, spomladi in pozimi pa jugozahodni veter.

## Pomen v islamu
Pomen Medine kot verskega mesta izhaja iz prisotnosti dveh mošej, mošeje Kuba ( Masjid Quba'a) in Prerokove mošeje (al-Masjid an-Nabavi). Obe mošeji je zgradil sam Mohamed. Islamski spisi poudarjajo svetost Medine. Medina je večkrat omenjena v Koranu; dva primera sta sura At-Tavba (verz 101) in Al-Hašr (verz 8). Medinske sure so običajno daljše od mekanskih primerkov in jih je tudi večje število. Mohamed al-Bukhari je zapisal v Sahih Bukhari, da je Anas ibn Malik citiral Mohameda, ki je rekel:
»Medina je svetišče od tistega kraja do tam. Njenih dreves ne bi smeli posekati in nobene herezije ne bi smele biti inovirane niti v njej ne bi smeli biti storjeni nobeni grehi in kdorkoli v njej uvaja krivoverstvo ali zagreši grehe (slaba dejanja), potem bo prekletstvo Boga, angelov in vseh ljudi.«

### Prerokova mošeja (al-Masjid an-Nabawi)
Po islamski tradiciji je molitev v Prerokovi mošeji enaka 1000 molitvam v kateri koli drugi mošeji, razen v Masjid al-Haram, kjer je ena molitev enaka 100.000 molitvam v kateri koli drugi mošeji. Mošeja je bila sprva le odprt prostor za molitev z dvignjenim in pokritim minbarjem (prižnica), zgrajenim v sedmih mesecih in je stala poleg Mohamedove rawdhah (prebivališča, čeprav beseda dobesedno pomeni vrt) ob strani skupaj s hišami njegovih žena. Mošeja je bila skozi zgodovino večkrat razširjena, pri čemer so se številne njene notranje značilnosti sčasoma razvile, da bi ustrezale sodobnim standardom.
Sodobna Prerokova mošeja je znana po zeleni kupoli, ki je neposredno nad Mohamedovo rawdhah, ki trenutno služi kot grobišče za Mohameda, Abu Bakr al-Siddika in Omarja ibn al-Khataba in se uporablja v cestnih znakih skupaj z značilnim minaretom kot ikona za samo Medino. Celoten trg mošeje je pred soncem zaščiten z 250 membranskimi senčniki.

### Mošeja Kuba
Opravljanje molitve v mošeji Kuba je suna. Po hadisu je Sahl ibn Hunayf poročal, da je Mohamed rekel:
»Kdor se očisti v svoji hiši, nato pride v mošejo Kuba in moli v njej, bo imel nagrado, kot je romanje Umra.«
in v drugi pripovedi,
»Kdorkoli gre ven, dokler ne pride do te mošeje – kar pomeni mošejo Kuba – in tam moli, bo to enakovredno Umra.«
Al-Bukhari in Muslim sta zapisala, da je Mohamed vsako soboto hodil v Kubo, da bi opravil dva rekata molitve Sunnah. Mošejo je zgradil sam Mohamed po svojem prihodu v staro mesto Medina. Kuba in mošeja sta bila v Koranu omenjena posredno v suri At-Tavbah, verz 108.

### Druga mesta

#### Mošeja al-Kiblatajn
Mošeja al-Kiblatajn je še ena mošeja, ki je zgodovinsko pomembna za muslimane. Muslimani verjamejo, da je bilo Mohamedu zapovedano, naj spremeni svojo smer molitve (kibla) iz molitve proti Jeruzalemu v molitev proti Kabi v Meki, kot mu je bilo zapovedano v suri Al-Bakara, 143. in 144. verz. Mošejo trenutno širijo, da bo lahko sprejela več kot 4000 vernikov.

#### Masjid al-Fath in sedem mošej
Tri od teh zgodovinskih šestih mošej so bile nedavno združene v večjo Masjid al-Fath z odprtim dvoriščem. Sunitski viri trdijo, da ni nobenega hadisa ali katerega koli drugega dokaza, ki bi dokazoval, da je Mohamed morda rekel kaj o vrlini teh mošej.

#### Pokopališče Al-Baki
Al-Baki je pomembno pokopališče v Medini, kjer je znano, da je bilo pokopanih več družinskih članov Mohameda, kalifov in učenjakov.

## Demografija
Od leta 2018 je zabeleženo število prebivalcev province Medina 2.188.138 s stopnjo rasti 2,32 %. Kot destinacija muslimanov z vsega sveta je Medina priča nezakonitemu priseljevanju po hadžu ali umri, kljub strogim pravilom, ki jih uveljavlja vlada. Vendar pa je osrednji komisar za hadž princ Khalid bin Faisal izjavil, da se je število nezakonitih obiskovalcev leta 2018 zmanjšalo za 29 %.

### Religija
Kot pri večini mest v Saudovi Arabiji je islam vera, ki ji sledi večina prebivalcev Medine.
Suniti različnih šol (Hanafi, Maliki, Shafi'i in Hanbali) predstavljajo večino, medtem ko je v Medini in okolici precejšnja šiitska manjšina, kot je Nakhavila. Zunaj harama je precejšnje število nemuslimanskih delavcev migrantov in izseljencev.

## Kultura
Podobno kot v Meki, Medina izkazuje medkulturno okolje, mesto, kjer ljudje različnih narodnosti in kultur živijo skupaj in vsakodnevno komunicirajo druga z drugo. To samo pomaga kompleksu kralja Fahda za tiskanje svetega Korana. Ustanovljen je bil leta 1985 in je največji založnik Korana na svetu, zaposluje okoli 1100 ljudi in izdaja 361 različnih publikacij v številnih jezikih. Poročajo, da kompleks vsako leto obišče več kot 400.000 ljudi z vsega sveta. Vsak obiskovalec ob koncu ogleda objekta prejme brezplačen izvod Korana.

### Muzeji in umetnost
Muzej Al Madinah ima več eksponatov v zvezi s kulturno in zgodovinsko dediščino mesta, vključno z različnimi arheološkimi zbirkami, vizualnimi galerijami in redkimi podobami starega mesta. Vključuje tudi železniški muzej Hedžas. Muzej Dar Al Madinah je bil odprt leta 2011 in razkriva zgodovino Medine, specializirano za arhitekturno in urbano dediščino mesta. Ni nobene arheologije ali arhitekture iz časa Mohameda, razen ostankov nekaj kamnitih obrambnih stolpov. Razstava Svetega Korana hrani redke rokopise Korana, skupaj z drugimi razstavami, ki obkrožajo Prerokovo mošejo.
Umetniški center Madinah, ustanovljen leta 2018, ki ga upravlja Kulturno krilo MMDA, se osredotoča na moderno in sodobno umetnost. Namen centra je okrepiti umetnost ter obogatiti umetniško in kulturno gibanje družbe ter opolnomočiti umetnike vseh skupin in starosti. Od februarja 2020, pred uvedbo ukrepov socialnega distanciranja in policijske ure, je organiziral več kot 13 skupinskih in samostojnih umetniških galerij, skupaj s tedenskimi delavnicami in razpravami. Center stoji v parku kralja Fahda, blizu mošeje Kuba, na površini 8200 kvadratnih metrov.
Leta 2018 je MMDA ustanovil Madinah Forum of Arabic Calligraphy, letni forum za proslavljanje arabske kaligrafije in priznanih arabskih kaligrafov. Dogodek vključuje razprave o arabski kaligrafiji in galerijo, ki prikazuje dela 50 arabskih kaligrafov iz 10 držav. Center za arabsko kaligrafijo Dar al-Kalam je severozahodno od Prerokove mošeje, tik nasproti železniškega muzeja Hedžaa. Aprila 2020 je bilo objavljeno, da se je center preimenoval v Center za arabsko kaligrafijo princa Mohammeda bin Salmana in nadgrajen v mednarodno središče za arabske kaligrafe v povezavi z dogodkom Leto arabske kaligrafije, ki ga je organiziralo Ministrstvo za kulturo med leti 2020 in 2021.[57]
Drugi projekti, ki jih je začelo kulturno krilo MMDA, vključujejo Madinah Forum of Live Sculpture, ki poteka na trgu Kuba s 16 kiparji iz 11 držav. Namen foruma je bil proslaviti kiparstvo kot starodavno umetnost in k tej obliki umetnosti pritegniti mlade umetnike.

## Gospodarstvo
Zgodovinsko gledano je bilo gospodarstvo Medine odvisno od prodaje datljev in drugih kmetijskih dejavnosti. Od leta 1920 so na tem območju gojili 139 vrst datljev, skupaj z drugo zelenjavo. Verski turizem igra pomembno vlogo v gospodarstvu Medine, saj je drugo najsvetejše mesto v islamu in ima veliko zgodovinskih islamskih lokacij, privabi več kot 7 milijonov obiskovalcev letno, ki pridejo na hadž in na umro skozi vse leto.
Medina ima dve industrijski območji, večje je bilo ustanovljeno leta 2003 s skupno površino 10.000.000 m² in ga upravlja Savdska uprava za industrijska mesta in tehnološke cone (MODON). Je 50 km od mednarodnega letališča Princa Mohameda bin Abdulaziza in 200 km od komercialnega pristanišča Janbu ter ima 236 tovarn, ki proizvajajo naftne derivate, gradbene materiale, prehrambene izdelke in številne druge izdelke. Knowledge Economic City (KEC) je saudska delniška družba, ustanovljena leta 2010. Osredotoča se na razvoj nepremičnin in na znanju temelječe industrije. Projekt je v razvoju in pričakuje se, da bo do njegovega zaključka močno povečal število delovnih mest v Medini.